# Carmelo Porcu
Carmelo Porcu (Orune, 26 marzo 1954) è un politico italiano, ex deputato di Alleanza Nazionale e del Popolo della Libertà.

## Biografia
Residente dall'età di tredici anni a Sassari, si laureò all'università turritana in giurisprudenza nel 1980 con la votazione 110/110 e lode e una tesi di diritto penale sull'abigeato.
Dopo essere divenuto presidente provinciale dell'Associazione Nazionale Mutilati ed Invalidi Civili (A.N.M.I.C.) di Sassari, essendo egli stesso affetto da una grave forma di paralisi spastica, si avvicinò alla politica entrando a far parte del Fronte della Gioventù.
Dopo essere stato a lungo dirigente del Movimento Sociale Italiano - Destra Nazionale, iniziò a partecipare a varie competizioni politiche cittadine e regionali divenendo prima consigliere comunale (1987-1990) e poi regionale (1988-1994).
Favorevole all'alleanza di centro-destra, nel dicembre 1993 fondò il primo circolo sardo di Alleanza Nazionale.
Alle politiche del 1994 venne eletto alla camera dei deputati, dove fu riconfermato in quelle del 1996, 2001, 2006 e 2008. Alle elezioni politiche del 2013 si candida invece per il Senato senza essere rieletto. Dopo lo scioglimento del Popolo della Libertà ha aderito a Forza Italia.
Fu inoltre dirigente del suo partito per le politiche sociali e sindacali e dal 2003 al 2005 coordinatore regionale di Alleanza Nazionale.
Nel novembre 2008 risultò, secondo un censimento de La Nuova Sardegna, il secondo deputato sardo più presente alla Camera con il 98,1% delle presenze.
Carmelo Porcu è inoltre presidente onorario della società sportiva ANMIC Sassari di Basket in carrozzina.